# Сірано (фільм)
«Сірано» (англ. Cyrano) — британсько-американський художній фільм, знятий Джо Райтом, екранізація драми Едмона Ростана «Сірано де Бержерак». Головні ролі в ньому зіграли Пітер Дінклейдж і Хейлі Беннетт. Прем'єра картини запланована на 25 грудня 2021 року.

## Сюжет
Літературною основою сценарію стала драма Едмона Ростана «Сірано де Бержерак». Нове прочитання несамовитої історії про любовний трикутник. Сірано де Бержерак (Пітер Дінклейдж) — людина, яка випередила свій час — однаково вправна в словесних і фехтувальних поєдинках. Переконаний у тому, що вади зовнішності роблять його негідним любові відданої подруги, блискучої Роксани, він не ризикує відкрити їй свої почуття, а Роксана тим часом закохується з першого погляду в Крістіана (Келвін Харрісон).

## У ролях
- Пітер Дінклейдж — Сірано де Бержерак
- Хейлі Беннетт — Роксана
- Бен Мендельсон — Де Гіш
- Келвін Гаррісон-молодший — Крістіан де Ньовіллетт

## Виробництво
Проект було анонсовано у серпні 2020 року. Зйомки розпочалися у жовтні того ж року на Сицилії. Прем'єра картини запланована на 25 грудня 2021 року.